# Baltazaria rufonotata
Baltazaria rufonotata är en stekelart som beskrevs av Dmitriy R. Kasparyan och Ruiz-cancino 2005. Baltazaria rufonotata ingår i släktet Baltazaria och familjen brokparasitsteklar. Inga underarter finns listade.